# 4924 Hiltner
4924 Hiltner (1981 EQ40) là một tiểu hành tinh vành đai chính được phát hiện ngày 2 tháng 3 năm 1981 bởi Bus, S. J. ở Siding Spring trong khóa học thuộc Khảo sát tiểu hành tinh Schmidt-Caltech vương quốc Anh.
Nó được đặt tên theo William Albert Hiltner theo đề nghị của R. P. Binzel.